# سرو عود صخره‌زی
سرو عود صخره‌زی (نام علمی: Calocedrus rupestris) نام یک گونه از سرده سرو خوشبو است.